# Staniszcze Małe
Staniszcze Małe (dodatkowa nazwa w j. niem. Klein Stanisch, w latach 1936-1946 Klein Zaidel) – wieś w Polsce położona w województwie opolskim, w powiecie strzeleckim, w gminie Kolonowskie, 30 km na wschód od Opola, leżąca na lewym (południowym) brzegu rzeki Mała Panew. Stacja kolejowa na linii Opole-Fosowskie.

## Nazwa
Nazwa miejscowości wywodzi się od polskiej nazwy stanica czyli miejsca postoju. Topograficzny podręcznik Górnego Śląska z 1865 roku notuje miejscowość pod dwiema nazwami niemiecką Klein Stanisch oraz polską nazwą małe Staniscza we fragmencie: "Klein-Stanisch, polnisch małe Staniscza".

## Historia
W 1910 roku 862 mieszkańców mówiło w języku polskim, natomiast 26 osób posługiwało się jedynie językiem niemieckim. W wyborach komunalnych w listopadzie 1919 roku nie wystawiono listy polskiej. Od 1920 roku w miejscowości działało gniazdo Towarzystwa Gimnastycznego "Sokół". Podczas plebiscytu w 1921 roku we wsi uprawnionych do głosowania było 501 mieszkańców (w tym 56 emigrantów). Za Polską głosowały 383 osoby, za Niemcami 109 osób. Podczas wybuchu III powstania śląskiego miejscowość została obsadzona 6 maja przez baon opolski Teodora Mańczyka, który przebił się z rejonu Ozimka i Grodźca. Od 19 maja Staniszcze Małe były celem niemieckiego natarcia, kierowanego w stron na Fosowskie i Dobrodzień, jednak plany te załamały się w wyniku bitew pod Myśliną i Zębowicami. 13 czerwca miejscowość została obsadzona przez wojska brytyjskie, tworząc strefę neutralną między walczącymi stronami.

## Ciekawe obiekty i miejsca
- Kościół parafialny parafii pw. Zesłania Ducha Świętego (proboszcz ks.Stanisław Skolarus)

W 1981 r. z inicjatywy Bolesława Surówki zaczęto budowę kościoła, zaprojektowanego przez architektów W. Jeziorskigo i A. Domicza. Kościół budowano szybko, sprawie i bez rozgłosu. Już w 1984 r. zakończono jego budowę. W czerwcu roku 1984 biskup Antoni Adamiuk poświęcił nowe dzwony, którym nadano imiona: Florian, Katarzyna i Urban. Po raz pierwszy dzwony zabiły na pasterkę 24 grudnia 1984 roku. Pierwsze msze odprawiał proboszcz ze Staniszcz Wielkich ks. Lothar Maruska. 27 sierpnia 1986 roku został wybrany proboszcz tej parafii ks. Stanisław Skolarus, który jest nim do dziś. 
- Budynek szkoły podstawowej (przedwojenny; dyr. Karina Wacławczyk)

2 lipca 1819 roku został oddany do użytku budynek szkolny, który składał się z jednej izby lekcyjnej i mieszkania dla nauczyciela (dwie izby i kuchnia). Szkoła ta była drewniana i pokryta gontem. Liczba dzieci we wsi ciągle wzrastała i dlatego było trzeba wybudować nową, większą szkołę. We wrześniu 1860 r. wybudowano nową salę lekcyjną oraz mieszkanie dla trzeciego nauczyciela. Ten budynek służył kilku następnym pokoleniom. Jednak dzieci ciągle przybywało i w szkole znów było ciasno. Stan techniczny szkoły również się pogarszał. Tak, więc było trzeba wybudować całkiem nową szkołę od podstaw. Ten pomysł zrodził się w 1876 r. W 1878 r. częściowo szkołę przebudowano. Jednak w 1882 r. we wsi wybuchł pożar, który był bardzo dużym zagrożeniem dla szkoły. W 1902 r. znów padł pomysł o budowie nowej szkoły. Mijały kolejne lata, a końca sprawy nie było widać. Padały różne argumenty za i przeciw. Skuteczny opór stawiał dwór. Prawdopodobnie o budowaniu nowej szkoły zdecydowało to, że w 1906 r. było trzeba remontować dach szkoły nad mieszkaniem nauczyciela oraz to, że liczba uczniów ciągle wzrastała. Ogłoszono przetarg, który wygrał mistrz ciesielsko- murarski Erich Scheer z Bytomia. Szkołę miał wybudować za 32700 marek do 1 października 1908 r. Budowę nowej szkoły rozpoczęto 1 kwietnia 1908 r. Szkoła była budowana w bardzo wielkim tempie. Odbiór techniczny przez królewską powiatową inspekcję budowlaną nastąpił 6 października 1908 r. 30 października wprowadzili się nauczyciele, a 23 listopada nastąpiło uroczyste otwarcie szkoły. Szkoła ta służy młodym mieszkańcom do dziś. 
- źródełko Stoczek
- trzy kapliczki
- liczne przydrożne krzyże.

W latach świetności hut duża część mieszkańców znajdowała zatrudnienie w hutach stali w Ozimku i Zawadzkiem.

## Samorządność

### Radni wybrani w Wyborach Samorządowych 2010
Według danych PKW:
| nazwisko imiona       | wiek | rekomendacja                                    |
| --------------------- | ---- | ----------------------------------------------- |
| Anna Maria Mróz       | 58   | Komitet Wyborczy Mniejszość Niemiecka           |
| Wioletta Maria Kopyto | 30   | Komitet Wyborczy Mniejszość Niemiecka           |
| Alina Bożena Banasik  | 48   | Komitet Wyborczy Wyborców Porozumienie i Dialog |

### Radni wybrani w Wyborach Samorządowych 2006
Według danych PKW:
| nazwisko imiona       | wiek | rekomendacja                               |
| --------------------- | ---- | ------------------------------------------ |
| Piotr Janik           | 58   | Komitet Wyborczy Mniejszość Niemiecka      |
| Anna Maria Mróz       | 54   | Komitet Wyborczy Mniejszość Niemiecka      |
| Barbara Bożena Musioł | 40   | Komitet Wyborczy Wyborców Bezpieczna Gmina |

### Referendum Europejskie (7–8 czerwca 2003 r.)
Według danych PKW w Staniszczach Małych:
- Liczba osób uprawnionych do głosowania – 948 (w tym tzw. martwe dusze - osoby, które wyemigrowały za granicę i tam zmarły, oraz osoby na stałe zamieszkujące inne kraje i nie uregulowały spraw meldunkowych)
- Frekwencja – 43.14%
- Za – 321 głosów
- Przeciw – 85 głosów
- Odsetek za – 79%

## Galeria

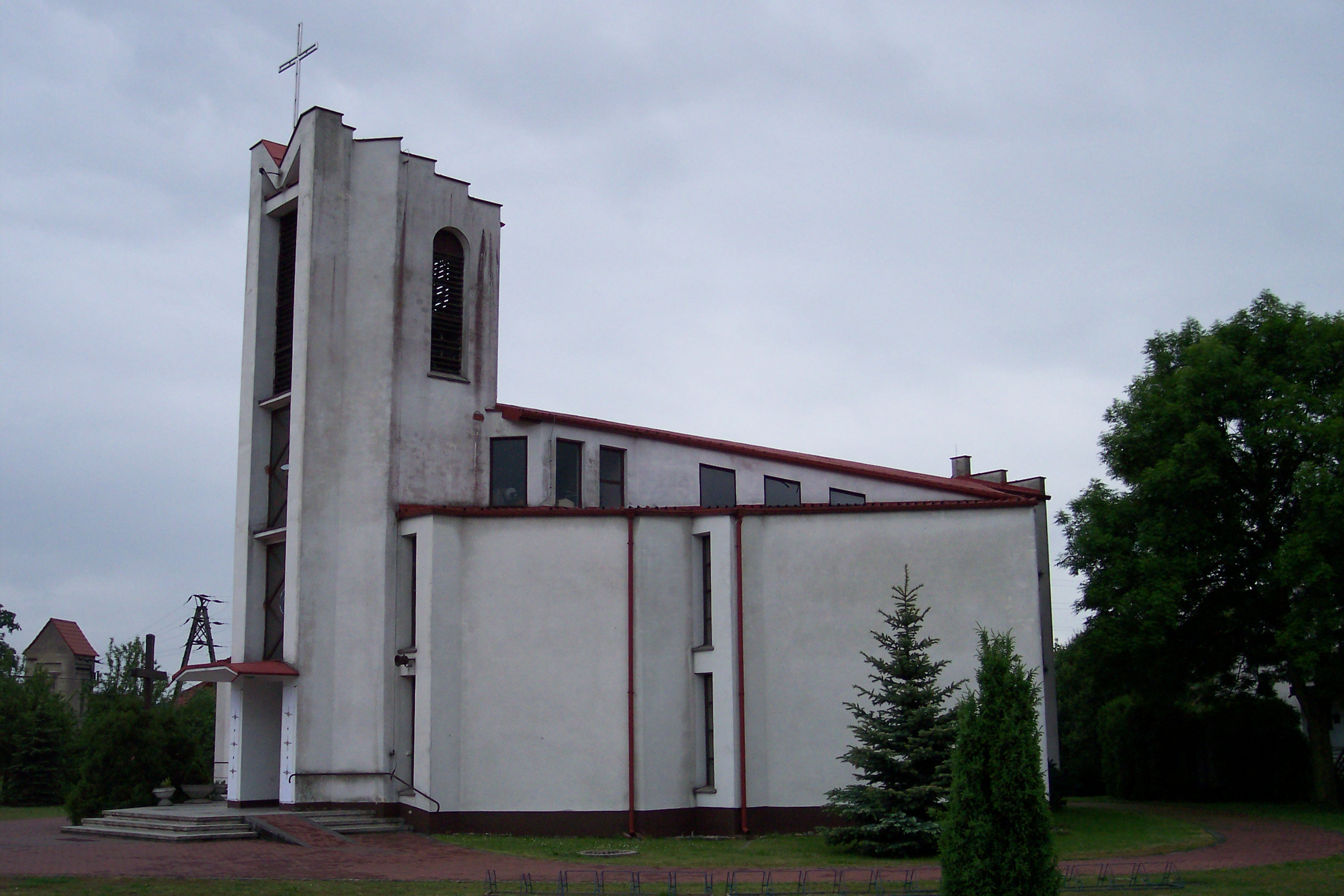
Kościół pw. Ducha Świętego
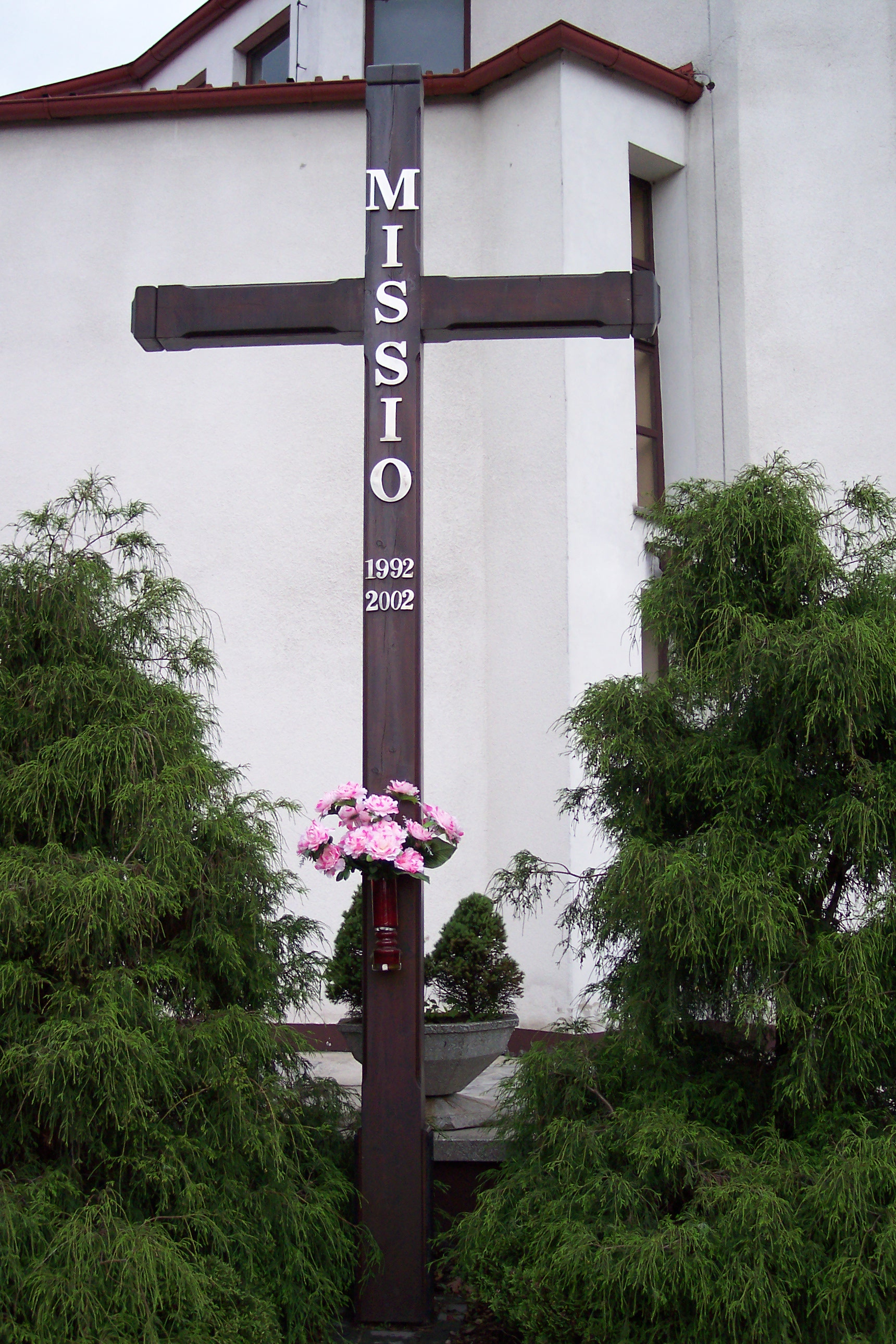
Krzyż obok kościoła
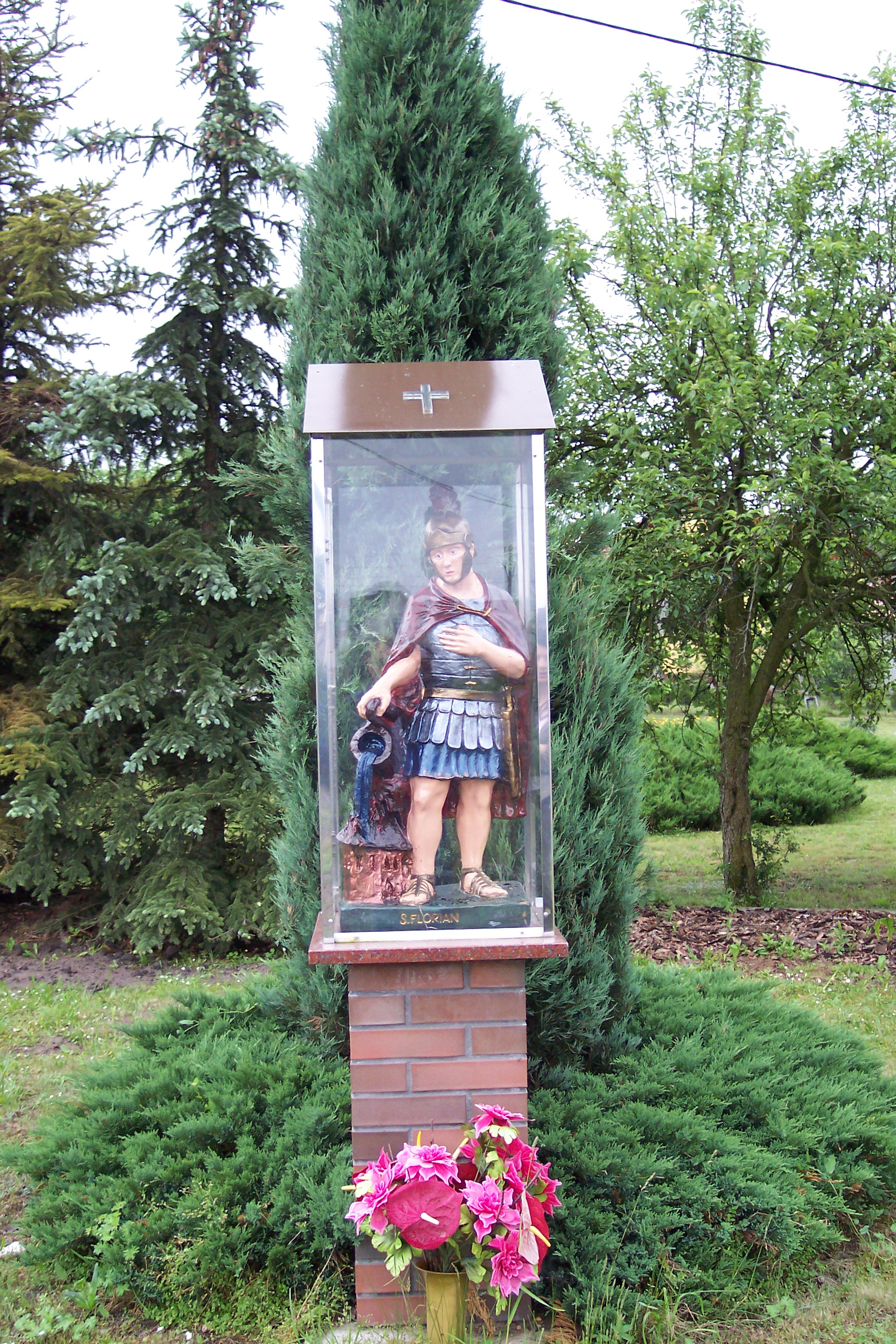
Figurka św. Floriana